# Kentstown
Kentstown (en irlandais, Baile an Cheantaigh) est un village situé à l'est du comté de Meath en Irlande, à la jonction des routes régionales R153 et R150. 

## Histoire

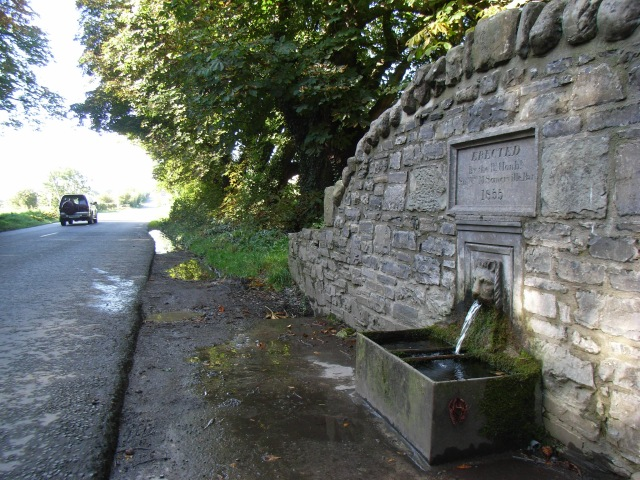
Fontaine à Kentstown.

Les ruines d'une église médiévale se trouvent à Danestown, Kentstown tandis que dans l'actuelle église paroissiale St. Mary (église d'Irlande) l'effigie d'un chevalier médiéval normand est sculptée sur une dalle. Le chevalier porte un jupon moulant et un poignard sur la hanche droite. Une inscription en latin l'accompagne : "Ici gît Thomas de Tuite, chevalier, autrefois seigneur de Kentstown, décédé le 2 juin 1363".

## Démographie
Au cours des 20 ans séparant les recensements de 1996 et 2016, la population de Kentstown a plus que triplé, passant de 324 à 1 179 habitants,.
D'après le recensement de 2016, 71% des habitations (252 sur 353) ont été construites entre 1991 et 2010.

## Transports

### Bus
En avril 2016, le service de bus du village a été amélioré lorsque Bus Éireann a introduit la ligne 105 qui fonctionne toutes les heures dans chaque direction, fournissant des liaisons vers Duleek, Drogheda et dans l'autre sens vers Ashbourne, Ratoath et Blanchardstown. De plus, la ligne 103X (Navan - Ashbourne - Finglas (en) - Dublin - UCD) fournit le service limité d'un voyage du matin à Dublin et voyage en soirée à Navan, du lundi au vendredi inclus. Cependant, il n'y a pas d'autres services pour Navan depuis le village bien qu'il s'agisse du chef-lieu,.

### Rail
Depuis la fermeture de Beauparc station en 1958, la gare la plus proche est celle de Drogheda à environ 18 kilomètres.

## Nanny river
La Nanny prend sa source près de Kenstown (à Jonhston village) et débouche à environ 30 km en mer d'Irlande, à Laytown. C'est une rivière réputée pour la pêche de la truite.